# Greatest Hits: My Prerogative
Greatest Hits: My Prerogative is het verzamelalbum van alle hits van zangeres Britney Spears, uitgebracht op 9 november 2004.

## Album informatie
Het album bevat bijna alle hitsingles van Spears, van "...Baby One More Time" tot "Everytime". Ook staan er drie nieuwe nummers op: een eigen versie van Bobby Browns "My Prerogative" en twee voortijdig uitgebrachte nummers, getiteld "Do Somethin'" (later toch uitgebracht op single) en "I've Just Begun (Having My Fun)".
Spears bracht dit vijfde album eerder uit om zo haar contract voor vijf albums te vervullen. Tijdens de Billboard Music Awards van 2004 in Las Vegas besloot ze om weer een contract te sluiten met Jive.
Het album kon net niet binnenkomen op de nummer 1-positie in Groot-Brittannië vanwege Eminems album Encore, dat midden in de week waarin Spears' album uitkwam werd uitgebracht, maar nog steeds een hoger verkoopcijfer had. Dit was het eerste album van Spears dat niet in de VS op nummer 1 binnenkwam: het reikte tot nummer 4 op de hitlijsten, terwijl er toch meer dan een miljoen exemplaren van waren verkocht (RIAA-platinumcertificatie).

## Nummers op het album
Normale uitgave
1. "My Prerogative" (voortijdig uitgebracht)
2. "Toxic" (van In the Zone)
3. "I'm a Slave 4 U" (van Britney)
4. "Oops!... I Did It Again" (van Oops!... I Did It Again)
5. "Me Against the Music" met Madonna (van In the Zone)
6. "Stronger" (van Oops!... I Did It Again)
7. "Everytime" (from In the Zone)
8. "...Baby One More Time" (van ...Baby One More Time)
9. "(You Drive Me) Crazy [The Stop Remix]" (van ...Baby One More Time)
10. "Boys [The Co-Ed Remix]" met Pharrell Williams (van Britney)
11. "Sometimes" (van ...Baby One More Time)
12. "Overprotected [The Darkchild Remix]" (van Britney)
13. "Lucky" (van Oops!... I Did It Again)
14. "Outrageous" (van In the Zone)
15. "Born to Make You Happy" (van ...Baby One More Time)
16. "I Love Rock 'N Roll" (van Britney)
17. "I'm Not a Girl, Not Yet a Woman" (van Britney)
18. "I've Just Begun (Having My Fun)" (voortijdig uitgebracht)
19. "Do Somethin'" (voortijdig uitgebracht)

Editie met remixbonus-cd
1. "Toxic" [Armand Van Helden Remix Edit]
2. "Everytime" [Hi-bias Radio Remix]
3. "Breathe on Me" [Jacques Lu Cont Mix]
4. "Outrageous" [Junkie XL's Dancehall Mix]
5. "Stronger" [Miguel 'Migs' Vocal Mix]
6. "I'm A Slave 4U" [Thunderpuss Club Mix]
7. "Chris Cox Megamix"
  - "...Baby One More Time"
  - "(You Drive Me) Crazy"
  - "I'm a Slave 4 U"
  - "Oops!... I Did It Again"
  - "Stronger"
  - "Everytime"
  - "Toxic"

## Hitlijsten
| Jaar | Album                         | Hitlijst                  | Positie |
| ---- | ----------------------------- | ------------------------- | ------- |
| 2004 | Greatest Hits: My Prerogative | Britse Album Top 40       | 2       |
| 2004 | Greatest Hits: My Prerogative | Canadese Top Albums       | 3       |
| 2004 | Greatest Hits: My Prerogative | VS Billboard 200          | 4       |
| 2004 | Greatest Hits: My Prerogative | VS Top Internet Albums    | 4       |
| 2004 | Greatest Hits: My Prerogative | Australische Album Top 50 | 4       |
| 2004 | Greatest Hits: My Prerogative | Nederlandse Album Top 100 | 7       |